# Markt van Wazemmes

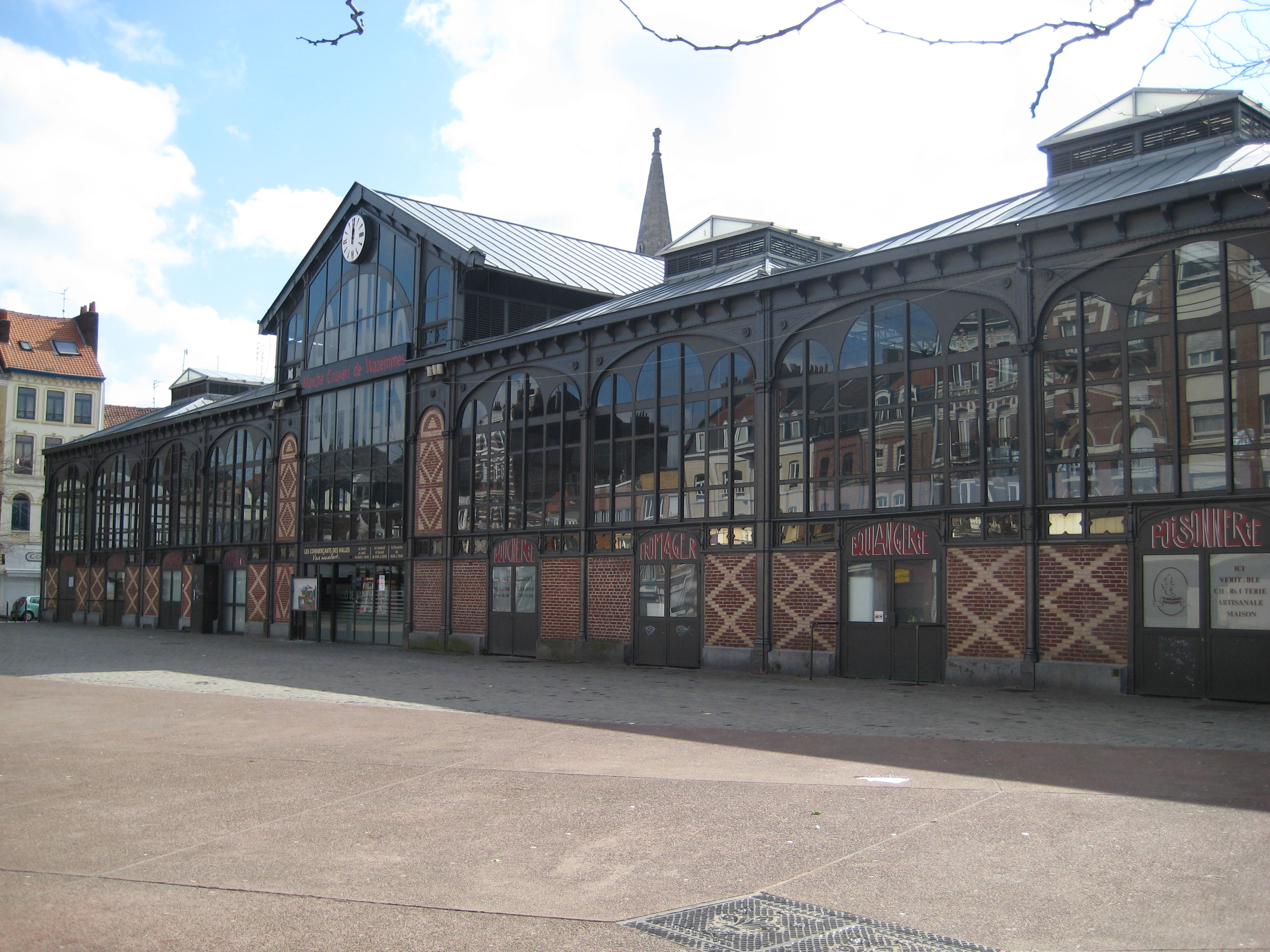
Les Halles de Wazemmes

De markt van Wazemmes (Frans: Marché de Wazemmes) is een van de belangrijkste markten van Noord-Frankrijk. De markt wordt elke dinsdag-, donderdag- en zondagmorgen in Rijsel gehouden tussen ongeveer 8:30 uur en 14:00 uur. 
De markt vindt zowel binnen (in les Halles de Wazemmes) als buiten plaats op de Place de la Nouvelle Aventure en loopt door tot de straten die op het plein uitkomen. Het metrostation Gambetta ligt naast de markt. 
Het is een erg druk bezochte markt met veel exotische producten die doen denken aan de souks uit de Maghreb.